# Ignace Baguibassa Sambar-Talkena
Ignace Baguibassa Sambar-Talkena (* 31. März 1935 in Baga, Togo; † 3. Februar 2013 in Lomé) war Bischof von Kara.

## Leben
Ignace Baguibassa Sambar-Talkena empfing am 30. Juni 1963 die Priesterweihe.
Papst Johannes Paul II. ernannte ihn am 30. November 1996 zum Bischof von Kara und spendete ihm am 6. Januar 1997 im Petersdom die Bischofsweihe; Mitkonsekratoren waren die Kurienerzbischöfe Giovanni Battista Re und Miroslav Marusyn. Am 7. Januar 2009 nahm Papst Benedikt XVI. sein Rücktrittsgesuch aus gesundheitlichen Gründen an.
Er war langjähriger Präsident der Bischöflichen Kommission für das katholische Bildungswesen in der Bischofskonferenz von Togo.